# Taido (Seiken Shukumine)
Pour les articles homonymes, voir Taido.
Ne doit pas être confondu avec Taido (Nakai) ou Taï-do.
 (février 2011).

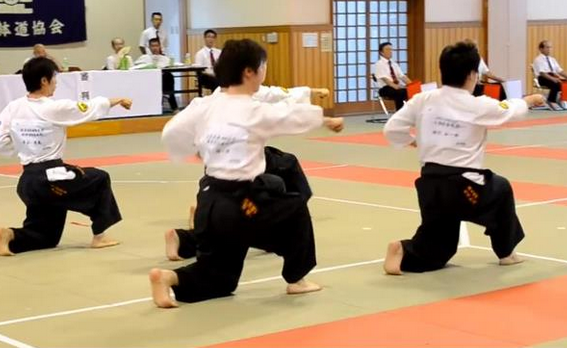
Pratiquant de taidō lors d'une compétition.

Le taidō (躰道) est un art martial japonais créé en 1965 par Seiken Shukumine, également fondateur du karaté Gensei-Ryu en 1953.

## Techniques
Créé sur la base d'un style de karaté d'Okinawa dont Seiken Shukumine est originaire, le taidō utilise les techniques du karaté traditionnel, principalement des techniques de frappe (pieds/poings), ciseaux et plus rarement des techniques de clé et de projection, en les combinant à des déplacements à la fois en stature debout, mais également des mouvements dans l'espace utilisant tout le corps (rotations, chutes, sauts, saltos, etc.). Le but est d'utiliser toutes les capacités du corps, pour éviter, détourner ou retourner contre lui l'attaque de l'adversaire, et d'utiliser l'énergie du mouvement pour accélérer et donner plus d'efficacité aux techniques.

## Compétitions
La compétition comprend trois catégories.
- jissen : combat qui se déroule sans catégorie de poids. Les frappes à la tête et aux jambes sont interdites, mais balayages et ciseaux sont autorisés. Les techniques directes, c'est-à-dire effectuées sans utilisation de déplacement ne sont pas comptabilisées.
- hokei : combat imaginaire codifié contre un ou plusieurs adversaires. C'est l'équivalent du kata en karaté. La création de nouvelles techniques selon certaines règles et à partir du modèle de base est autorisée et même encouragée, si leur efficacité et leur utilité sont reconnues.
- tenkai : démonstration (préparée à l'avance) de combat à un contre cinq, sur une durée de trente secondes. Ici l'efficacité, la complexité et la rigueur des techniques, le réalisme et le déroulement sans temps-mort du combat, ainsi que l'aspect spectaculaire, sont essentiels.

Le taidō se pratique dans une dizaine de pays, dont le Japon, les États-Unis, l'Australie, l'Angleterre, la France, le Portugal, la Suède, la Finlande, les Pays-Bas, le Danemark et la Norvège.